# يونكريديتو
يونيكريديتو (بالإيطالية:UniCredit) هو بنك إيطالي وهو أحد أكبر البنوك الأوروبية تأسس عام 1870 تحت اسم بنك جنوة تم تغير اسمه سنة 1890 إلى يونيكريديتو. يقع مقر بنك يونكريديتو الرئيسي في روما ومقره الإداري والتنظيمي في ميلانو ويمتلك عدة فروع في خارج إيطاليا مثل روسيا والنمسيا وغيرها, وهو مدرج في البورصة في إيطاليا ويبلغ رأسمال البنك حوالي 27 مليار يورو. هناك عدة مساهمين رئيسين في البنك لعل أبرزهم الحكومة الليبية التي تساهم بحوالي 5%.